# Ungüento

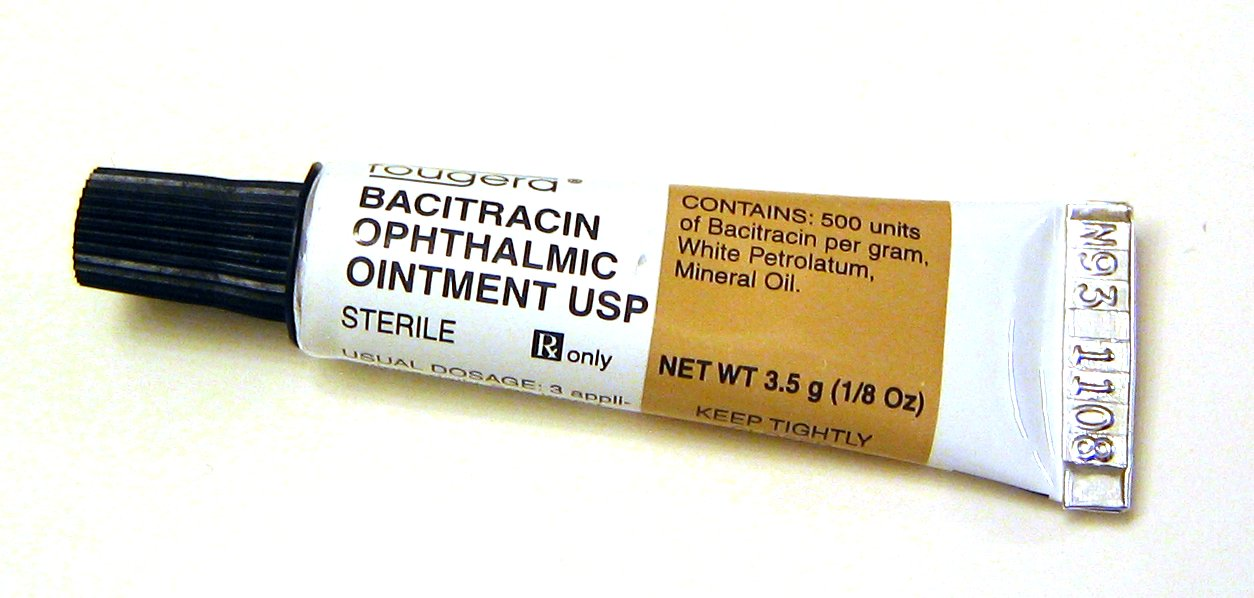
Tubo de pomada (ungüento) para los ojos

Los ungüentos o pomadas son formas farmacéuticas consecuencia de la utilización de grasas o sustancias de propiedades similares para aplicación de principios activos en la piel. Su diferencia fundamental con las cremas es la ausencia de agua en su composición.

## Etimologías
El término proviene del latín unguentum que significa ungüento, de unguens, participio activo de 'unguere' que significa untar, ungir.

## Historia

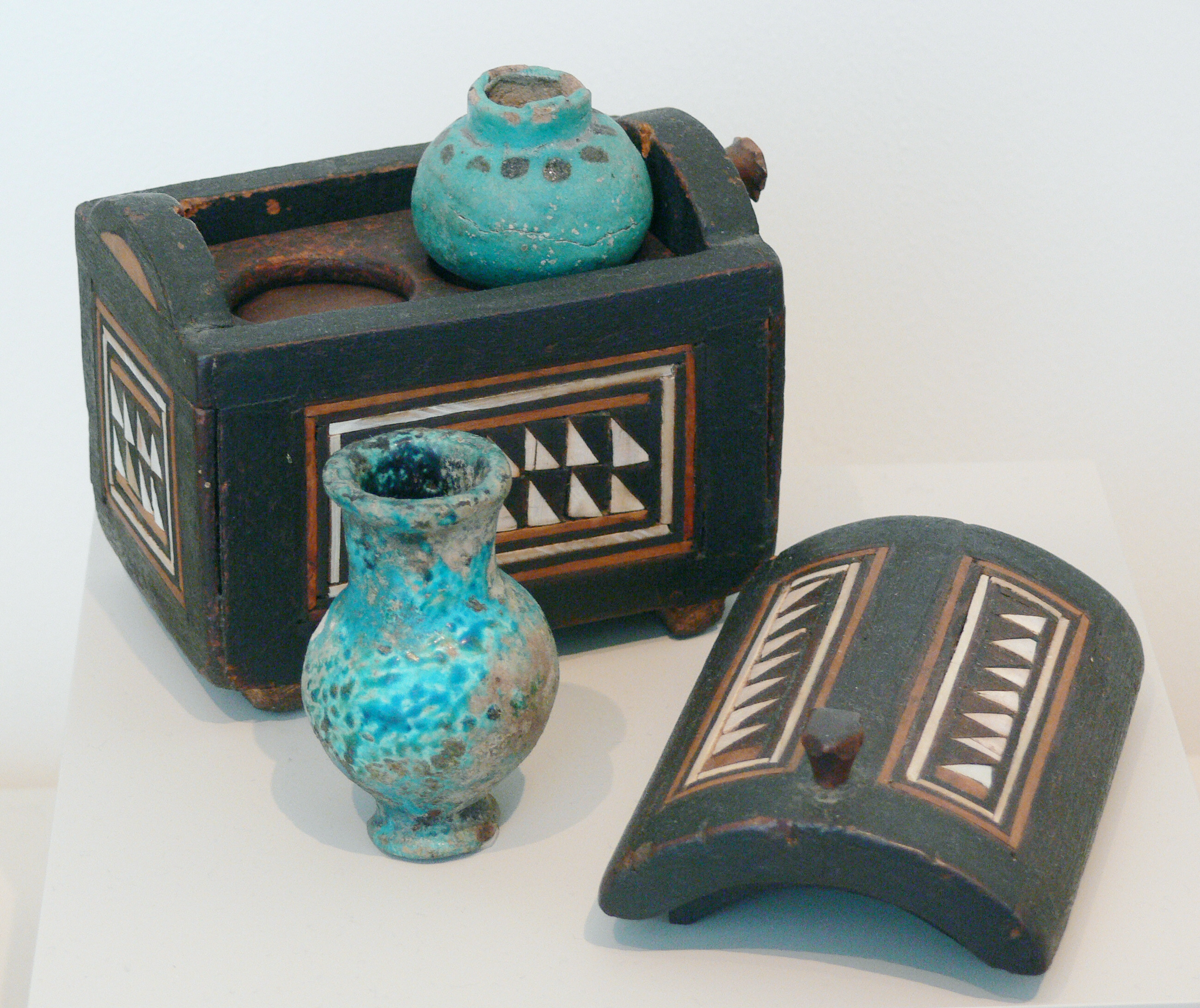
Dos tarros para ungüentos del antiguo Egipto (ca. 1400 a. C.)

Es una de las formas farmacéuticas más antiguas y era una preparación que los primeros mercaderes auxiliares de medicina hacían a petición de los médicos en la Edad Media, en virtud de este hecho, a estas personas se les conoció como ungüentarios. Los ungüentarios eran diferentes de los pigmentarios, quienes hacían otras formulaciones terapéuticas, pero a ambos se les considera precursores de los modernos farmacéuticos.
La Biblia menciona los ungüentarios y sus preparados en el Libro del Eclesiástico, en el capítulo XXXVIII, versículo 6-7.

## Composición
Los ungüentos o pomadas, están constituidos por grasas o sustancias de parecidas características que presenten aspecto semisólido a 25 °C. Es esta propiedad física lo que realmente las define ya que la composición química es enormemente variada. Solo algunas son grasas verdaderas, siendo la mayoría hidrocarburos.

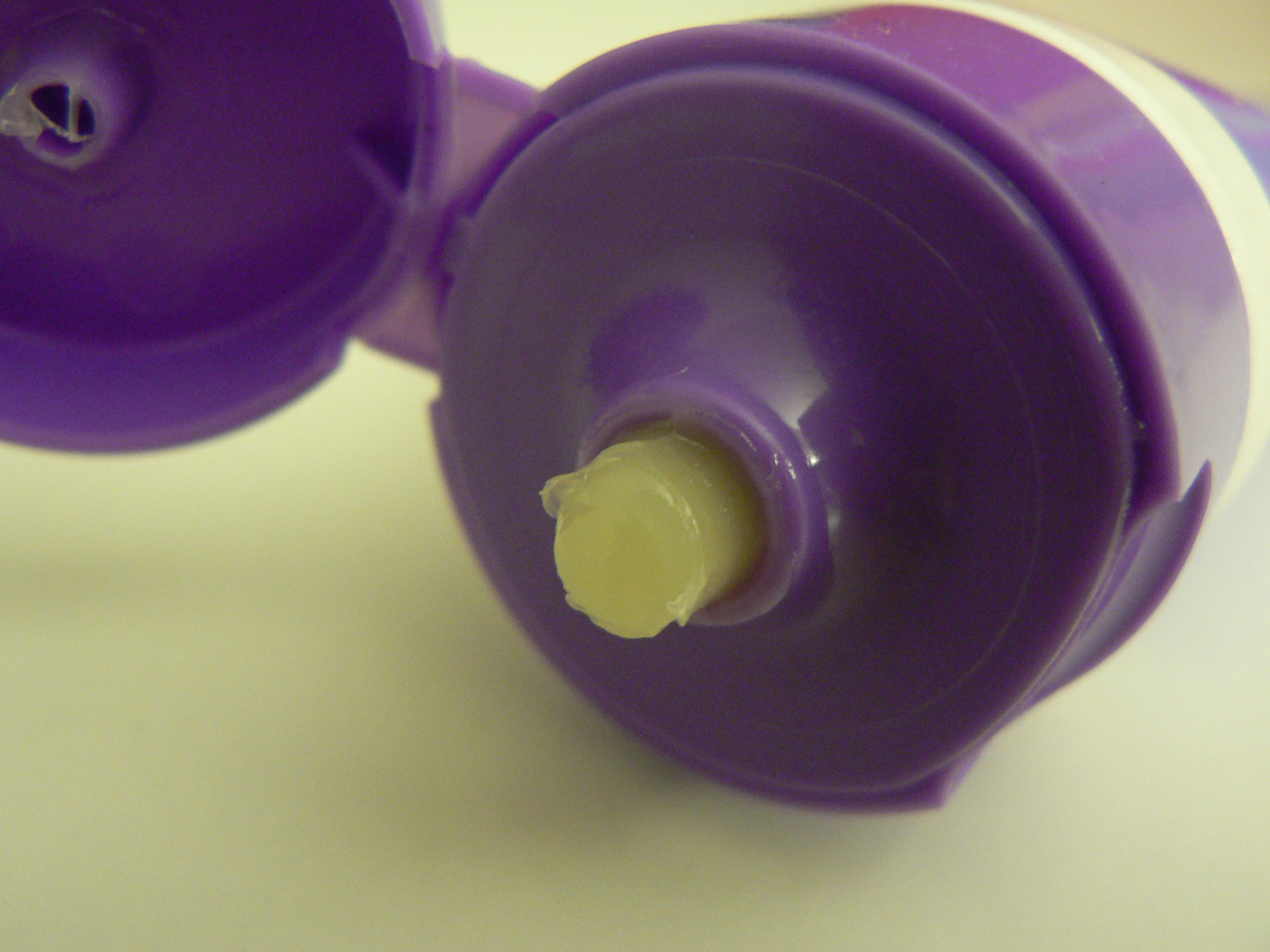
Pomada de lanolina

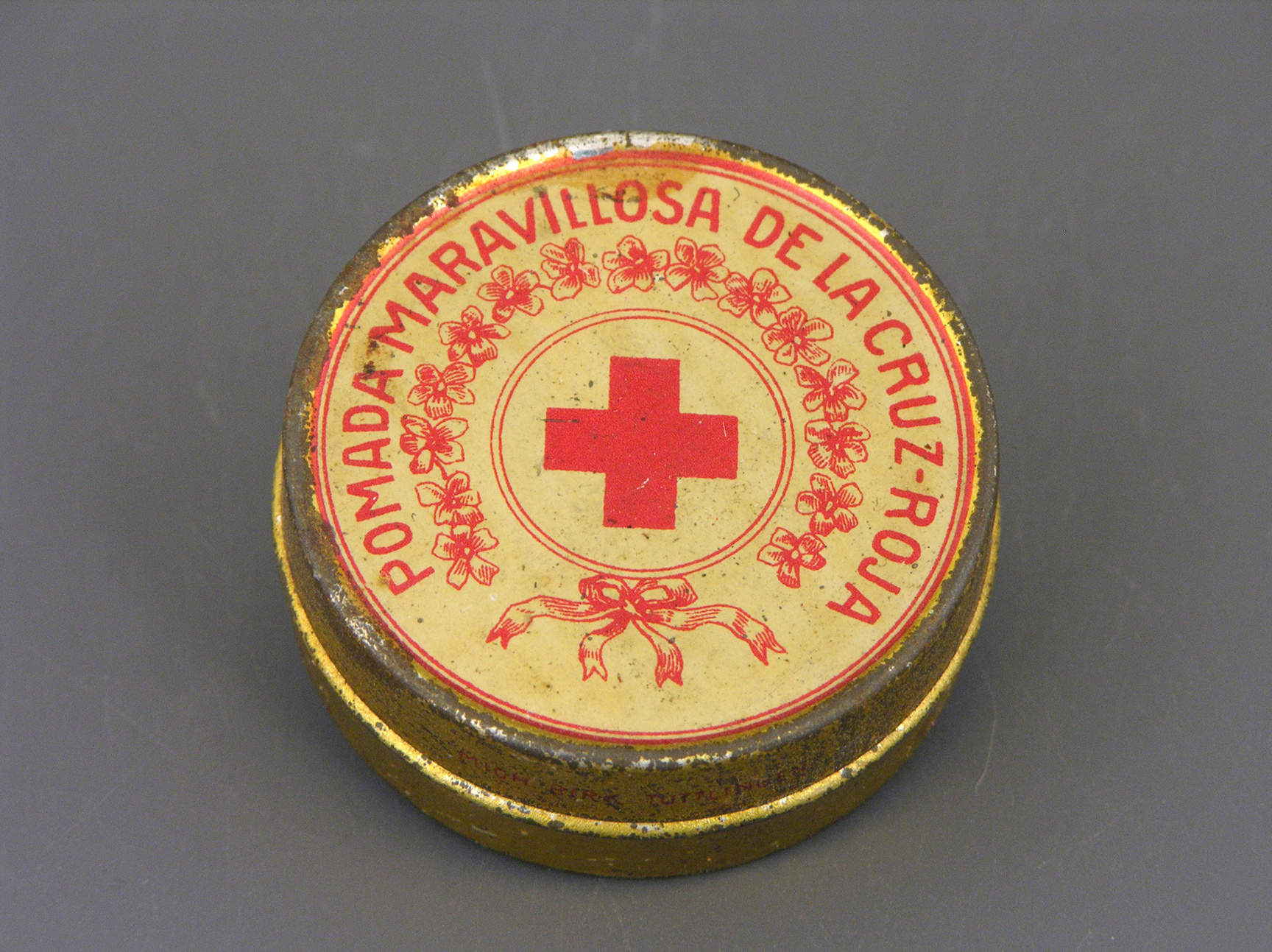
Pomada Maravillosa de la Cruz Roja Ungüento. Envase de metal con tapa (Principios de s. XX) de la colección permanente del Museo del Objeto.

La base más usualmente utilizada es la Parafinum molle aunque sea más conocida por su nombre comercial: vaselina. Otros sinónimos son los de vaselina blanca, parafina blanda, petroleína, ungüento de parafina o alboleno. La vaselina es una mezcla de hidrocarburos derivados del petróleo sólidos y líquidos, que están cargados de impurezas, las cuales le dan un color amarillento oscuro (vaselina amarilla) y la hacen apta solo para uso industrial. El posterior blanqueo y absorción de impurezas le dan su aspecto final. La vaselina es una masa blanquecina, translúcida en finas capas, de aspecto graso, untuosa al tacto, insípida e inodora o con un leve olor característico. Ha de protegerse de la luz, aunque es inalterable al aire. Estas propiedades son las que le dan gran ventaja a las grasas animales o vegetales como base de múltiples fórmulas magistrales y específicos.
Otra sustancia muy utilizada es la Paraffinum liquidum, también conocida como parafina líquida, petrolato líquido, aceite de parafina, aceite de vaselina o vaselina líquida, y como petrolatum en la farmacopea británica, donde la podemos hallar formando parte del ungüento de parafina. Es un líquido oleaginoso, incoloro, neutro, inodoro e insípido.
Otra grasa muy utilizada es la Adeps lanae o lanolina, masa densa, suave, pegajosa y amarillenta que se obtiene de la lana. Como tal se utiliza en los ungüentos bajo la denominación de lanolina anhidra, ya que aunque sea insoluble en agua sí que es miscible por trituración, obteniendo la lanolina hidratada. Esta última es realmente una crema, por lo que tendrá las propiedades de la misma.
Los aceites son demasiado fluidos para usarlos de forma aislada, pero sí que se suelen añadir a otras sustancias para mejorar sus cualidades de base o para disimular las características secantes de algunas medicaciones. Un ejemplo clásico es el ungüento diaquilón de Hebra, en el que se asocian aceite de oliva, óxido de cinc y diaquilon. Además del aceite de oliva, los más utilizados son el aceite de sésamo, colza, cacahuete, almendras, lino, cedro o el de ricino (Castor oil de la farmacopea británica y con mucha frecuencia mal traducido como aceite de Castor).
Una forma especial de ungüentos se obtiene endureciendo estos con sustancias de gran consistencia (por ejemplo cera de abeja), obteniendo los lápices, de gran predicamento en la industria cosmética como barras de labios.
Los propilenglicoles son sustancias de síntesis que superan los inconvenientes de los ungüentos clásicos, como la lanolina y que además presentan la ventaja de no precisar de la adición de preservadores en su formulación. Tienen una fase externa similar a una crema, pero propiedades de ungüento.
Los principios activos que pueden añadirse a los ungüentos son incalculables ya que aceptan no solo los liposolubles, sino que también pueden incorporar sustancias no liposolubles mediante la conversión en polvos o incluso mediante dispersión coloidal.

## Tipos
De acuerdo con la naturaleza de la base, la preparación puede tener características hidrofílicas o hidrofóbicas. Debe contener los excipientes adecuados que permitan calidad, estabilidad y durabilidad. En este caso se utilizan agentes antimicrobianos, dispersantes, antioxidantes, estabilizantes, emulsionantes y espesantes. Regularmente son:
- Bases de hidrocarburos: parafina dura y blanda.
- Bases de absorción: grasa de lana, cera de abeja.
- Bases solubles en agua: polietilenglicol 200, 300, 400, 1000, 1500, 4000.

Según el tipo de terapia, la preparación del ungüento se hará de acuerdo a las especificaciones de la farmacopea del país donde se fabricará tomando en cuenta la necesidad del tipo de afección a tratar y el lugar de aplicación, ya sea piel o mucosa. Los ungüentos se formularán utilizando bases hidrófobas, hidrófilas o emulsificantes en agua para obtener preparaciones que serán inmiscibles, miscibles o emulsificables con las secreciones cutáneas o mucosas. Así, obtendremos:
- Ungüentos hidrófobos: con regularidad poseen poca agua y absorben poca cantidad de esta. Se fabrican utilizando parafina, aceite vegetal, cera como espesante y grasa animal entre otros elementos.
- Ungüentos hidrófilos: tienen la propiedad de ser miscibles con agua. Constan de mezclas de polietilenglicol de distinto peso molecular (generalmente un líquido y un sólido). .
- Ungüentos emulsificantes en agua: esta forma le da la característica de absorber mayor cantidad de agua ya que consisten de una base de grasa hidrófoba a la que se le agrega un agente en emulsión agua/aceite.

La formulación de los ungüentos oftálmicos es diferente de aquellos que se aplican en la piel.

## Indicaciones
Las grasas clásicas, del tipo de la vaselina, tienen el inconveniente de ser comedogénicas, pudiendo además originar irritación, foliculitis, pigmentación y queratosis. La lanolina y sus derivados están dando cada vez con más frecuencia reacciones de sensibilización (eccema de contacto).
En líneas generales, los ungüentos sin principios activos añadidos pueden utilizarse para retirar costras, descamaciones y para mejorar la piel seca y agrietada como emolientes. Según la naturaleza de los principios activos añadidos tendrán unas u otras indicaciones, pero siempre teniendo en cuenta el utilizarlos en eccemas crónicos o lesiones secas. El eccema agudo, sobre todo el muy húmedo, es una contraindicación para el uso de los ungüentos. Asimismo, por su desagradable efecto cosmético muchas pomadas no son toleradas en el cuero cabelludo.
Son la base ideal para lesiones secas, hiperqueratósicas y profundas, como el psoriasis, liquen plano, neurodermitis, hiperqueratosis fisurarias, lupus discoide, distintas formas de pitiriasis, etcétera. Debido a la ausencia de agua pueden utilizarse en una gran cantidad de ocasiones sin necesidad de añadir conservantes, lo que les hace de indicación en pieles muy sensibles o con antecedentes de dermatitis de contacto sin filiar.
Sin embargo, se extienden más fácilmente sobre la superficie de la piel y son cosméticamente más agradables si contienen cierta cantidad de agua. Lo que nos hace estar en continuo equilibrio entre lo mejor terapéuticamente hablando y lo que el paciente está dispuesto a tolerar. 
La gran mayoría de los lubricantes de uso en terapéutica farmacológica son emulsiones en ungüento, con un contenido predominante de ungüento  y una pequeña cantidad de agua. El agua o fase interna, permanece en forma de gotas en el ungüento, o fase externa, constituyendo las emulsiones lubricantes agua en aceite.